# Ирина Митева
Ирина Митева е българска театрална и филмова актриса. Известна е с ролята си на Ина Фотева в медицинския сериал „Откраднат живот“.

## Биография
Родена е на 28 октомври 1992 г. в град Добрич. Завършва средното си образование в Средно училище „Петко Рачев Славейков“.
През 2017 г. завършва НАТФИЗ „Кръстьо Сарафов“ със специалност „Актьорско майсторство за драматичен театър“ при професор Пламен Марков.

## Актьорска кариера

### Кариера в театъра
През 2017 г. Митева е популярна с ролята си на Лора в постановката „Нирвана“, написана от Константин Илиев и режисирана от Максима Боева. Играе се в Младежкия театър „Николай Бинев“ и Драматичния театър в Пловдив.
В същата година играе в Народния театър „Иван Вазов“, където играе в постановките „Калигула“, „Бележките под линия“, „Двубой“ и „Народът на Вазов“.
От юни 2018 г. е в трупата на Театър „София“, където играе в постановките „Скачай!“, „Емигрантски рай“ и „Съгласие“.

### Кариера в киното и телевизията
През 2018 г. е популярна с ролята си на Ина Фотева в сериала „Откраднат живот“ до 2020 г. от създателя и продуцента на сериала Евтим Милошев. Партнира си с Васил Бинев и Наум Шопов.
Участва в късометражния филм „Мишо и Виктория завинаги“ на режисьора Елена Тончева.
През 2019 г. играе младата Анна в българския драматичен филм „Рая на Данте“ на режисьора Димитър Радев. Премиерата е на 17 декември 2021 г.
През 2020 г. играе Фани Попова-Мутафова в документалния филм „Малката маркиза“ на режисьора Станислав Дончев.

## Награди и номинации
През 2018 г. Митева получава две награди за най-добра женска роля от „Националния фестивал на малките театрални форми“ във град Враца, и Международния фестивал „Друмеви театрални празници Нова българска драма“ в Шумен за ролята на Лора Каравелова в „Нирвана“.
През 2019 г. получава три номинации на наградата „Икар“ в категория „Дебют“ за ролята на Лора Каравелова в „Нирвана“.

## Участия в театъра
Театър НАТФИЗ
- Яна в „Бай Балчо споменува“, по текстове на Балчо Нейков – режисьор Пламен Марков
- Албена в „Албена“ от Йордан Йовков – режисьор Елица Йовчева
- Лидия Павловна във „Варвари“ от Максим Горки – режисьор Калин Ангелов
- Титания и Хиполита в „Сън в лятна нощ“ от Уилям Шекспир – режисьор Пламен Марков
- Вий в „Образи от думи“, по текстове на Николай Гогол – режисьор И. Бенчева

Театър София
- „Скачай“ от Здрава Каменова – режисьор Калин Ангелов[9][10][11][12]
- Карън Андре в „Нощта на 16-ти януари“ от Айн Ранд – режисьор Пламен Марков[13]
- 2017 – Надежда в „Емигрантски рай“ от Димитър Динев – режисьор Катя Петрова[14][15][16]
- 2019 – Зара в „Съгласие“ от Нина Рейн – режисьор Недялко Делчев[17][18][19][20]

Младежки театър „Николай Бинев“
- 2017 г. – Лора Каравелова в „Нирвана“ от Константин Илиев – режисьор Максима Боева[21]

Драматичен театър – Пловдив
- 2017 г. – Лора Каравелова в „Нирвана“ от Константин Илиев – режисьор Максима Боева[23]
- 2019 г. – Любов в „Събитие“ от Владимир Набоков – режисьор Красимир Ранков[24][25]

Народен театър „Иван Вазов“
- 2017 – „Калигула“ от Албер Камю[27][28][29]
- 2021 – „Бележките под линия“ от Мирела Иванова – режисьор Катя Петрова[30][31]
- 2021 – „Двубой“ от Иван Вазов – режисьор Мариус Куркински[32][33]
- 2021 – „Народът на Вазов“ от Александър Секулов – режисьор Диана Добрева[34]

## Филмография
- „Откраднат живот“ (2018 – 2020) – Ина Фотева[35]
- „Мишо и Виктория завинаги“ (2019) – Виктория
- „Малката маркиза“ (2021) – Фани Попова-Мутафова
- „Рая на Данте“ (2021) – Анна като млада
- „Мен не ме мислете“ (2022) – Лора

## Награди и номинации
Награди
- 2018 – Награда за главна женска роля от Международен театрален фестивал „Друмеви празници“ в град Шумен за ролята на Лора Каравелова в „Нирвана“
- 2018 – Награда за главна женска роля от XXVII Национален фестивал на малките театрални форми в град Враца за ролята на Лора Каравелова в „Нирвана“

Номинации
- 2019 – Номинация „Икар“ в категорията „Дебют“ за ролята на Лора Каравелова в „Нирвана“[36]